# 수양초등학교
수양초등학교(洙陽初等學校)는 대한민국 경상남도 사천시 사천읍에 있는 공립 초등학교이다.

## 역사
- 2007년 9월 1일 : ‘수양초등학교’ 개교
- 2009년 12월 23일 : 학교교육과정 자율화 우수학교
- 2010년 12월 30일 : 학교평가 최우수학교
- 2011년 9월 1일 : 2대 박기대 교장 부임
- 2011년 9월 28일 : 교육장기 종합체육대회 종합우승(2연패)
- 2011년 10월 12일 : 경상남도 독서교육 우수학교
- 2011년 11월 21일 : 경상남도 교육과정 우수학교

## 기타
- 2010년 3월 1일 : 경상남도교육청지정 효제교육 정책연구학교
- 2012년 3월 1일 : 경상남도교육청지정 학부모 학교참여 시범학교